# شمس عرب عبدالهی
شمس عرب لیشتر، روستایی از توابع بخش مرکزی شهرستان گچساران در استان کهگیلویه و بویراحمد ایران است.